# Мале новине
Мале новине су биле прве српске новине које су на улици продавали колпортери. Лист је основао новинар Пера Тодоровић, који је био изабран за другог по реду председника Српског новинарског друштва. Мале новине су достизале тираж од 30.000 примерака. Тодоровић је с успехом преузео искуства савремене европске штампе, а као један од највећих критичара српске бирократије и сјајан репортер. Он је због својих текстова провео пет година у изгнанству, 20 пута је затваран и хапшен, а једном приликом осуђен је на смрт.
Велики број ђачких фанзина и школских листова широм Србије, Босне и Хрватске објављиван је под називом „Мале новине“, а покренуто је и неколико привремених дечјих листова са истим именом, вероватно само због придева „мале“ и без посебне везе са Тодоровићевим листом.
Почетком 2010. на интернету је покренут нови електронски књижевно политички лист „Мале новине“, који је најавио да ће се у свом раду ослањати на традицију коју је својевремено успоставио Пера Тодоровић.